# Ghardaïa
Ghardaïa (en berbère: ⵜⴰⵖⵔⴷⴰⵢⵜ Taɣerdayt ; en arabe : غرداية) est une commune de la wilaya de Ghardaïa en Algérie, dont elle est le chef-lieu, située à 600 km au sud d'Alger. 
Ghardaïa est également le nom du principal ksar de la pentapole de la vallée du Mzab, fondé au XIe siècle par les mozabites ibadites.
Ghardaïa, ainsi que la vallée du Mzab, font partie du patrimoine mondial de l'UNESCO et sont considérées comme site touristique d'importance majeure en Algérie, du fait de leur architecture ksourienne préservée et de leur histoire,. 
La ville comprend une communauté mozabite importante. Son agglomération qui s'étend sur plusieurs communes, compte environ 140 000 habitants en 2008.

## Géographie

### Localisation
Le territoire de la commune de Ghardaïa est situé au Nord de la wilaya de Ghardaïa, au centre de l'Algérie dans le Nord du Sahara algérien, à 600 km au sud d'Alger, à 190 km au sud de Laghouat, à 270 km d'El Menia et à 190 km à l'ouest de Ouargla.
| Berriane Dhayet Bendhahoua | Berriane | Berriane |
| Dhayet Bendhahoua          | Ghardaïa | Bounoura |
| Bounoura                   | Bounoura | Bounoura |

Ghardaïa est la ville la plus importante de la pentapole (cinq villes) du Mzab. Elle est située en amont de la vallée, et s'organise autour d'une colline.

### Transport
La ville est située sur la RN 1 et constitue un relai sur le grand axe méridien Alger/Laghouat/Ghardaïa/Tamanrasset, et le centre de gravité du territoire nord saharien, au point de rencontre des deux grandes « boucles » sahariennes, celle de l'ouest vers Timimoun et la Saoura et celle de l'est par Ouargla et l'Oued Righ.
Ghardaïa dispose d'un aéroport situé à 19 km au sud-est de la ville. Des vols opérés par la compagnie Air Algérie relient Ghardaïa à la capitale algérienne, Alger, et aux villes du Sud algérien : Illizi, Djanet et Tamanrasset.

### Localités secondaires
En 1984, la commune de Ghardaïa est constituée à partir des lieux-dits suivants :
- Ghardaïa ville ;
- Melika : haut (ksar) et bas ;
- Theniet El Mekhzene ;
- Hadj Messaoud ;
- Belghannem ;
- Baba Saâd ;
- La Palmeraie ;
- Mermed.

Le ksar de Melika était considéré comme ville sainte du Mzab, avant d'être remplacé par celui de Beni Isguen. Melika renferme notamment le mausolée du Cheikh Sidi Aïssa et de sa famille,.

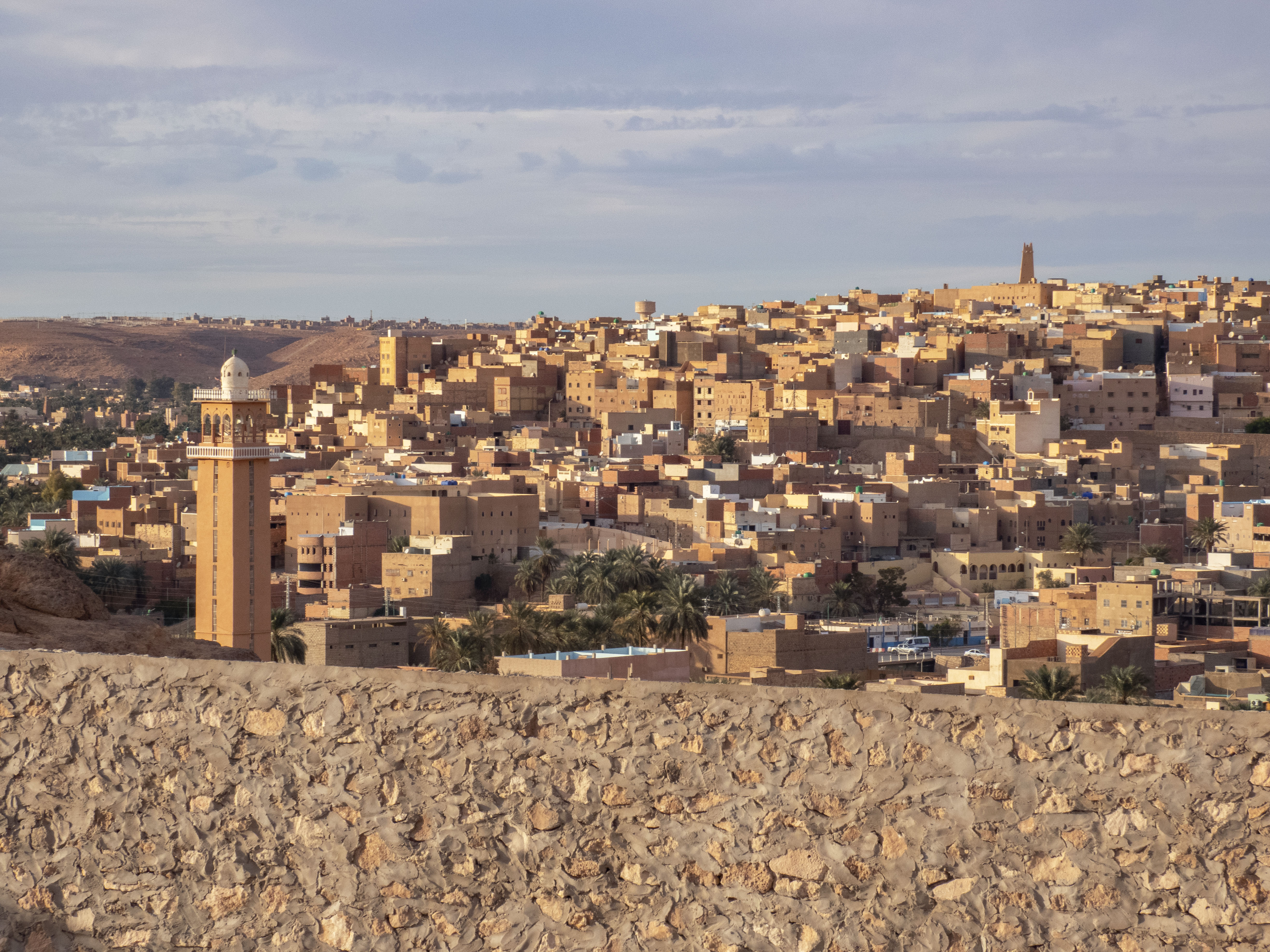
Ville basse de Ghardaïa (quartier Theniet El Mekhzene) et ksar de Melika en arrière plan.
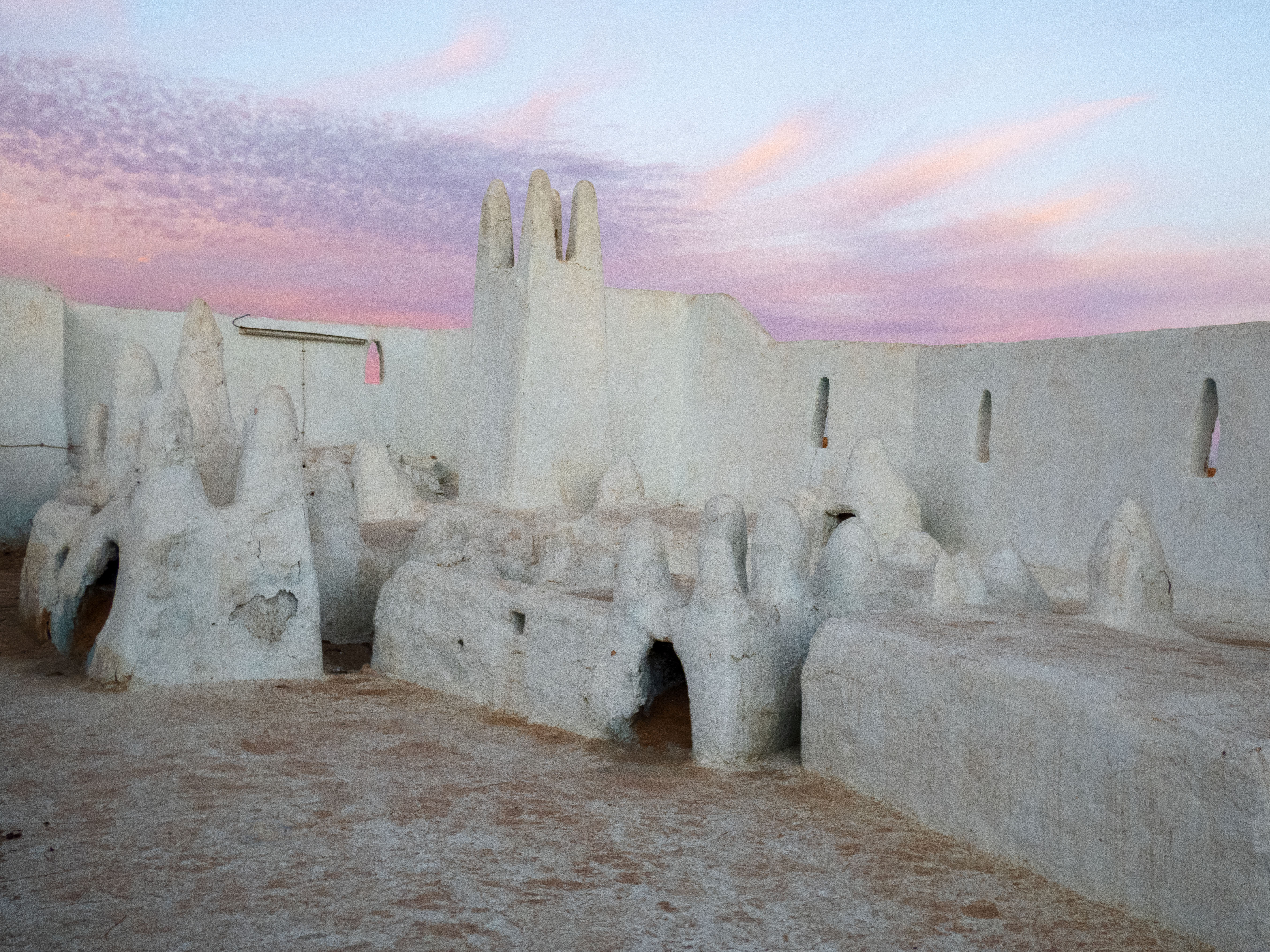
Mausolée du Cheikh Sidi Aïssa, cimetière de Melika.

### Climat
Ghardaïa a un climat désertique chaud, avec des étés extrêmement chauds et des hivers doux. La région est marquée par de grandes différences de température entre le jour et la nuit, et l'été et l'hiver.
| Mois                                | jan. | fév. | mars | avril | mai  | juin | jui. | août | sep. | oct. | nov. | déc. | année |
| ----------------------------------- | ---- | ---- | ---- | ----- | ---- | ---- | ---- | ---- | ---- | ---- | ---- | ---- | ----- |
| Température minimale moyenne (°C)   | 5,5  | 7,4  | 10,2 | 13,6  | 18,4 | 23,6 | 26,5 | 26,4 | 22,1 | 16,6 | 10,5 | 6,7  | 15,6  |
| Température moyenne (°C)            | 10,9 | 13,2 | 16,3 | 20,1  | 25   | 30,4 | 33,5 | 33,1 | 28,3 | 22,4 | 15,9 | 12   | 21,8  |
| Température maximale moyenne (°C)   | 16,3 | 19   | 22,3 | 26,5  | 31,5 | 37,2 | 40,4 | 39,8 | 34,5 | 28,2 | 21,3 | 17,3 | 27,9  |
| Précipitations (mm)                 | 8,2  | 4,8  | 8,7  | 6,8   | 4    | 2,5  | 0,7  | 3,1  | 11,4 | 7,3  | 12,1 | 5,4  | 75    |
| Nombre de jours avec précipitations | 2,6  | 1,7  | 2,5  | 1,7   | 1,8  | 1,4  | 0,8  | 1,1  | 2,8  | 2,4  | 2,8  | 2    | 23,6  |

## Toponymie
Selon la légende, Ghardaïa, signifie « Grotte de Daïa » (Ghar Daïa), on raconte qu'une jeune fille du nom de Daïa vivait seule dans une grotte. Le cheikh Sidi Bou Gdemma, passant par là, est séduit par sa beauté, ils se marient et fondent alors Ghardaïa.
Le nom amazighe de la ville est « Taɣerdayt », aussi orthographiable « Tagherdayt » . Le découpage administratif de 1985 standardise l'appellation en arabe Ghardâyya, perçue comme neutre puisque ne choisissant ni le nom tumzabt Taghardayt, ni le nom arabe Ghârdâyya.
Le nom berbère provient de ighir, tghrut (pluriel tighardin), « épaule », avec un diminutif taghardit, attesté dans les parlers de l'Aurès. Le mozabite, lui, connait taghrudt (pluriel tighrudin). Ghardaïa doit ce nom à la forme de son site, en forme d'omoplate.

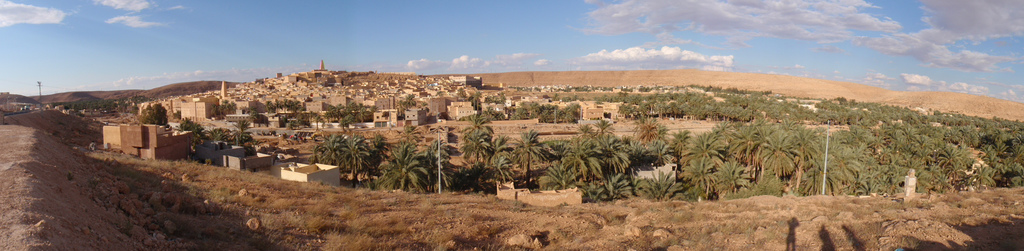
Panorama de Ghardaïa.

## Histoire
À partir du Xe siècle, après la chute du royaume Rostémide par les Fatimides, les réfugiés de Tahert s'établissent à Sedrata près d'Ouargla. Puis, ils atteignent la région de la Chebka du Mzab. Au XIe siècle, ils bâtissent la pentapole du Mzab : Ghardaïa, Melika, Beni Isguen, Bounoura et El Atteuf. Ghardaïa est fondée en 1048 ou 1053, sur la rive droite de l'Oued M'zab et en amont des quatre autres centres de la Pentapole.
Située sur l'axe du méridien d'Alger, qui est une pénétrante idéale vers le Sud, la ville devient rapidement la capitale commerciale du Mzab, et constitue un relai du commerce caravanier transsaharien. Elle est l'une des principales cités à bénéficier dès le XIVe siècle de cette manne et a acquis le statut de cité « opulente » de la pentapole. Ce trafic était encore prospère au XVIIIe siècle.
Lors de la conquête coloniale française, le Mzab, qui avait en 1853 bénéficié d'une convention d'autonomie, est annexé en 1882. Toutefois, les particularités de gestion interne des cités mozabites sont respectées . En 1902, lors de la création des Territoires du Sud, Ghardaïa est incorporée au Territoire de Ghardaïa qui avait comme chef-lieu Laghouat. Après la départementalisation du Sahara algérien en 1957, elle est intégrée à l'arrondissement de Laghouat dans le département des Oasis.

Après l'indépendance de l'Algérie, en 1984, elle a été érigée en chef-lieu de wilaya. Au début d'octobre 2008, la ville a connu la plus grande inondation depuis 50 ans. Plusieurs dizaines de victimes, des blessés et des centaines de maisons détruites.

Ghardaïa du XIXe siècle au XXIe siècle
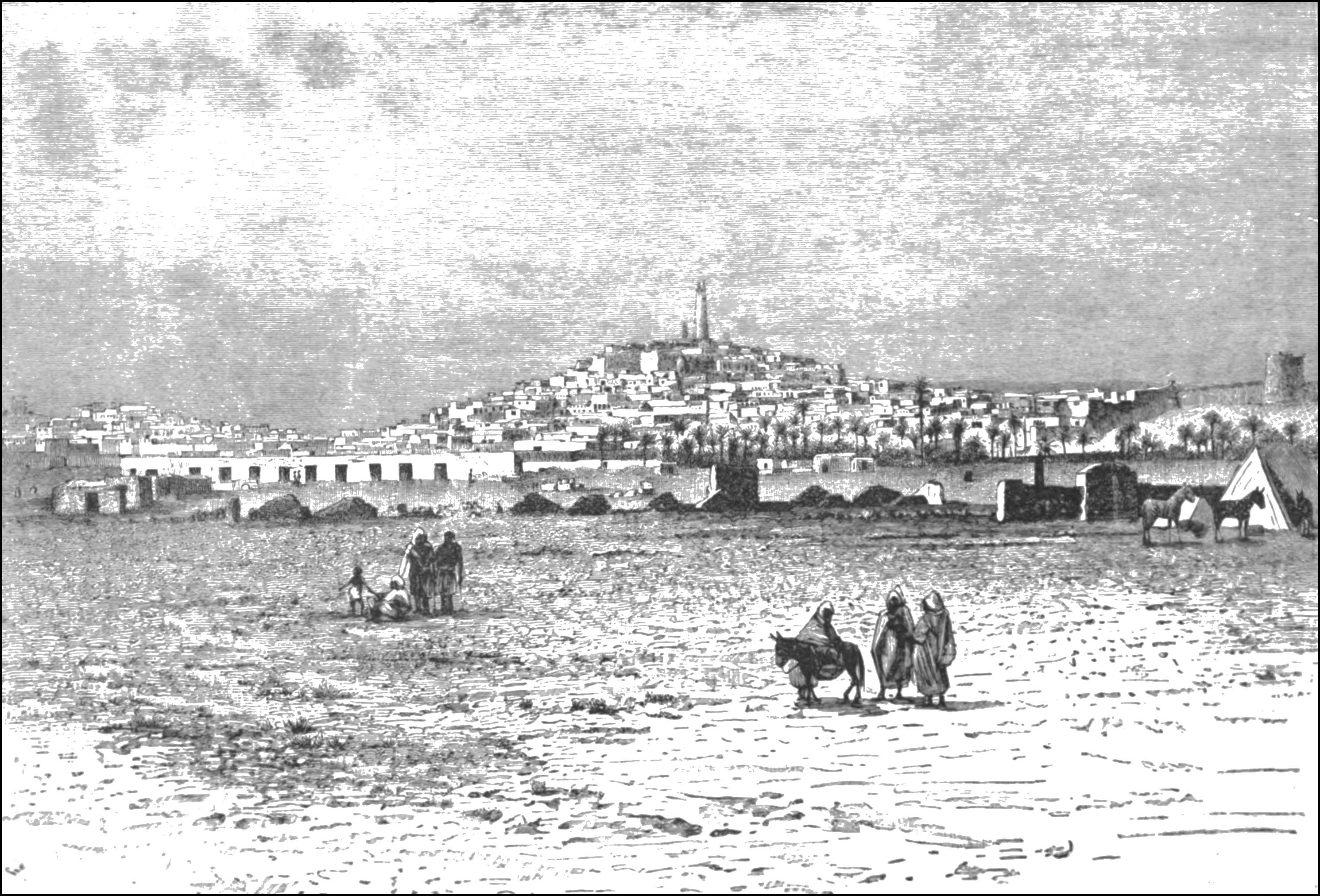
Vue de la ville de Ghardaïa au XIXe siècle.
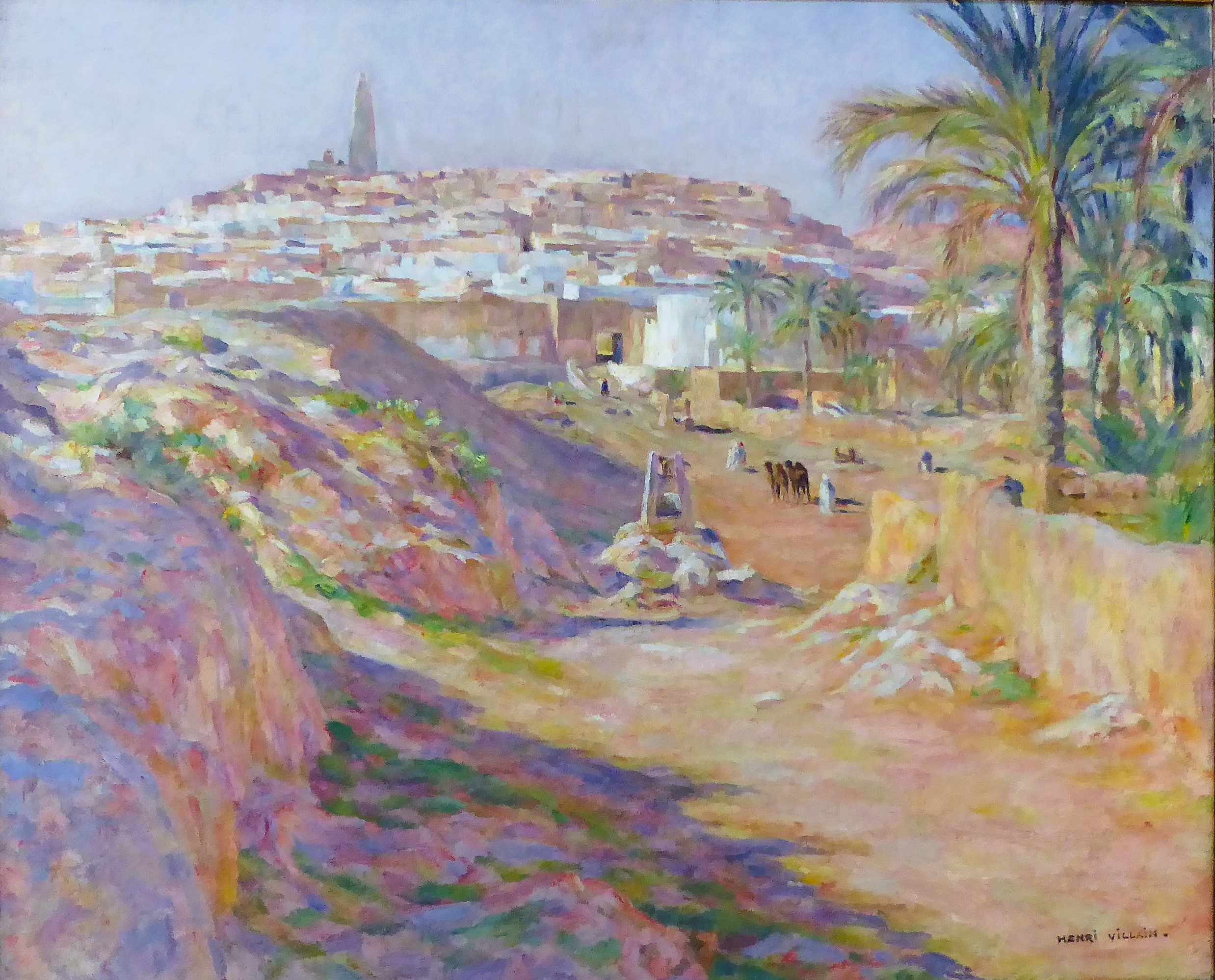
Vue de Ghardaïa d'Henri Villain, 1929, musée des Beaux-Arts de Chartres.
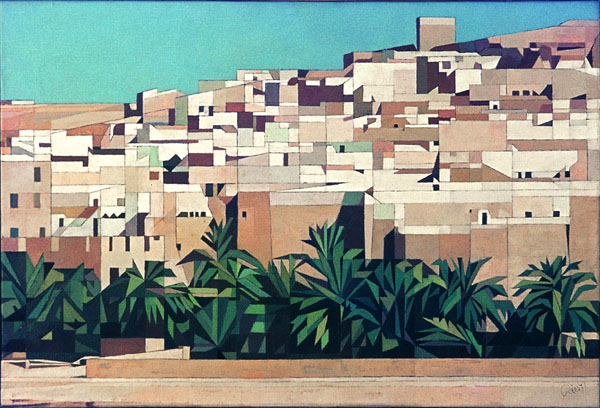
Timbre représentant la ville en 1971.
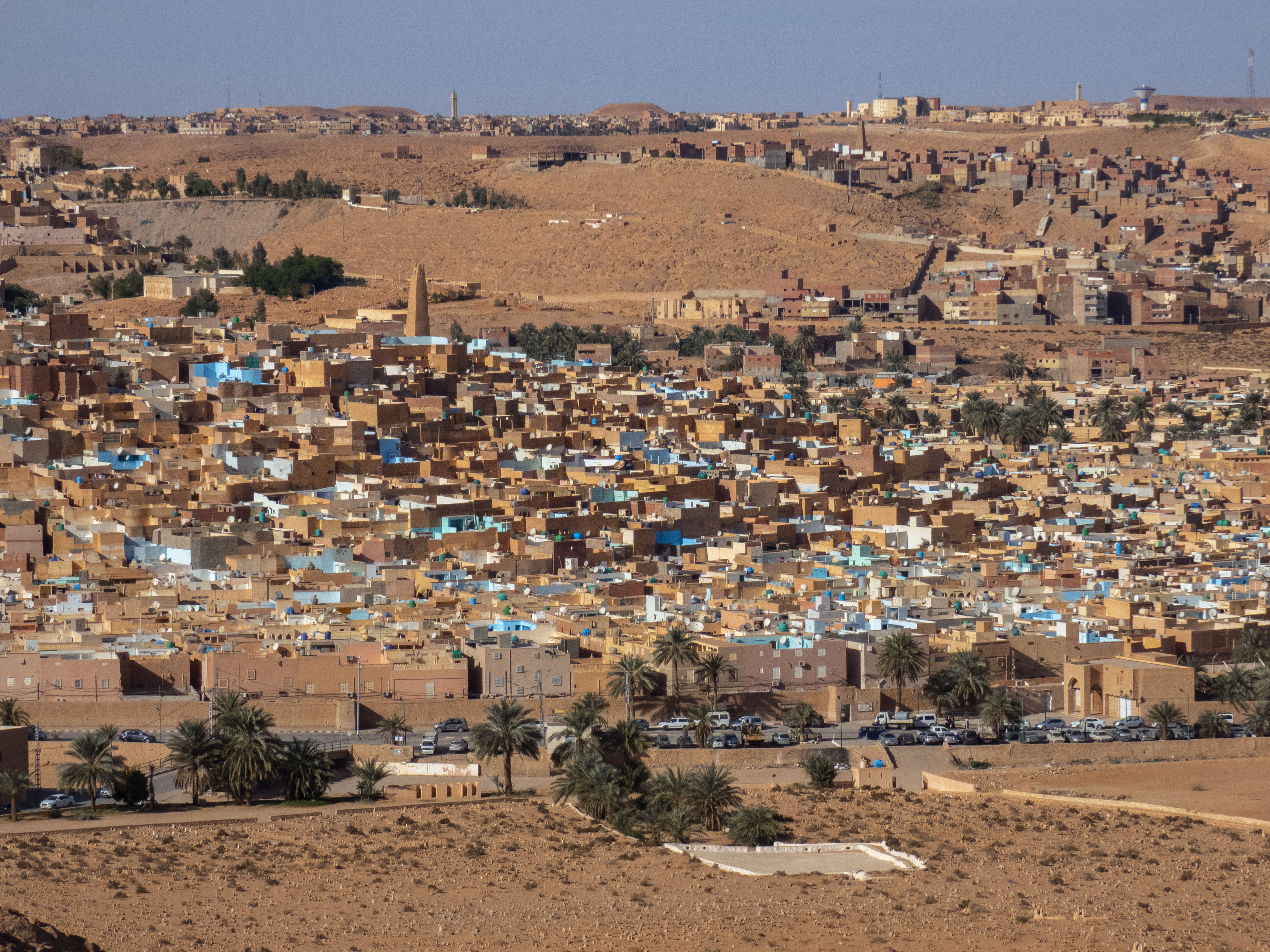
La vallée du Mzab, vue sur le ksar de Beni Isguen, 2023.

## Démographie
La commune de Ghardaïa compte 93 423 habitants selon le recensement de 2008, la population de l'agglomération qui s'étend sur la vallée du Mzab, est de 140 000 en 2008, contre 50 000 habitants en 1966.
Historiquement, le ksar de Ghardaïa était le plus peuplé de la Pentapole, il concentrait en 1872 environ 13 000 habitants, suivi des ksour de Beni Isguen, d'El Atteuf, de Melika et de Bounoura.
| 1977   | 1987   | 1998   | 2008   |
| ------ | ------ | ------ | ------ |
| 57 200 | 62 300 | 87 600 | 93 423 |

## Société

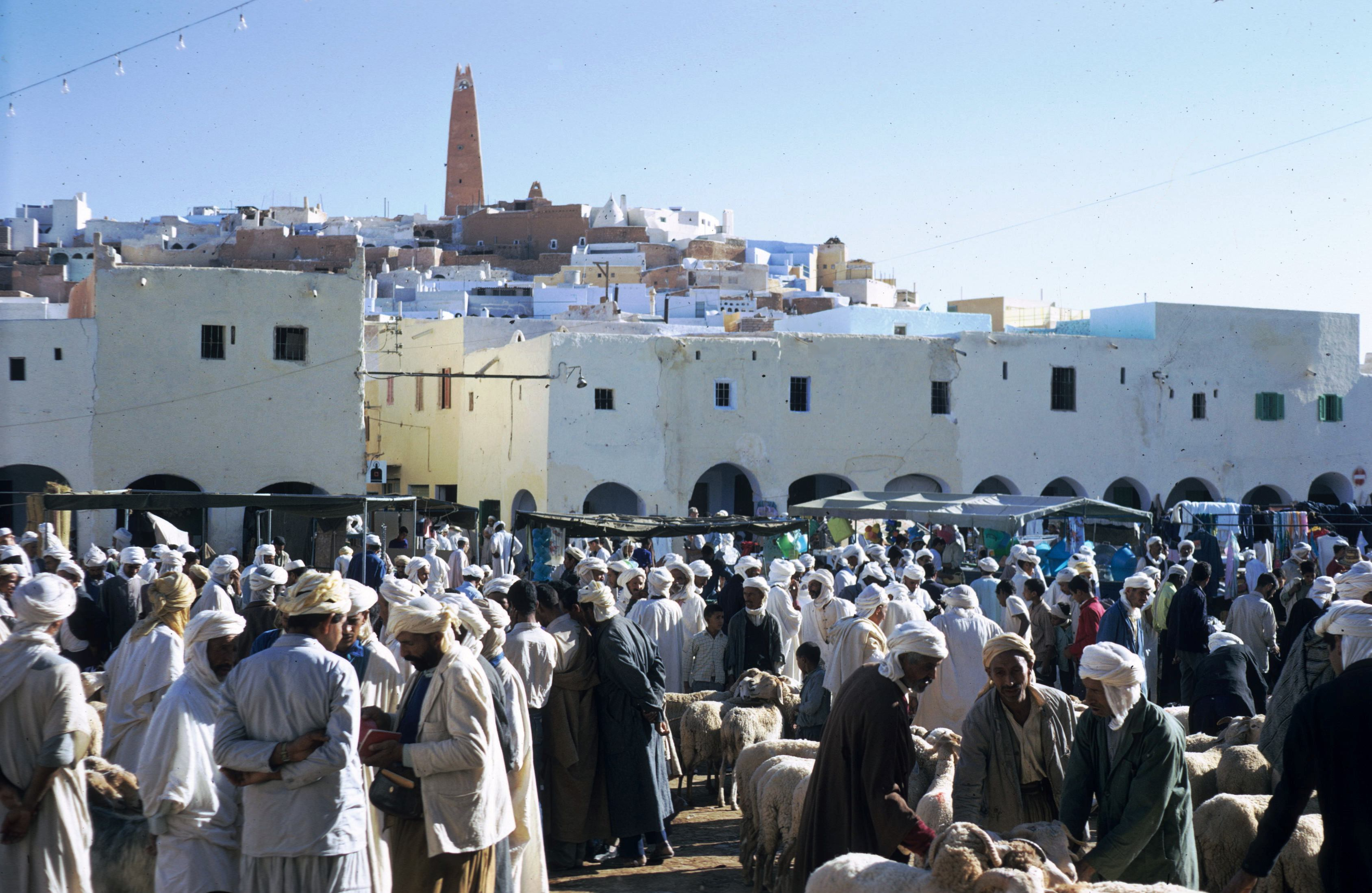
La place du marché de Ghardaïa dans les années 1970.

Ghardaïa est une ville composite qui comprend une communauté mozabite importante, une population berbère, de confession ibadite, mais également une forte minorité arabe, de confession malékite.
La ville a toujours été associée à ces deux populations ; en 1955, le ksar rassemblait 14 000 habitants, dont 8 000 ibadites et 6 000 malékites. Il y avait une communauté juive au Mzab qui a pratiquement disparu quelques années après l'indépendance de l'Algérie.
Eu égard à  la diversité ethno-confessionnelle de la région, des émeutes récurrentes ont eu lieu ces dernières décennies, qui opposent les deux principales communautés ibadite et malékites. Toutefois, ces évènements ne sauraient être réduits à un simple conflit communautaire. Les tensions entre communautés révèlent plutôt l'implication de quelques catégories sociales et économiques face à la rareté du foncier dans la vallée du Mzab et la régression du rôle de l'État algérien ; ce qui envenime les rapports sociaux dans la région.
D'autre part, des mécanismes différenciés d'intégration dans le jeu politique nationale, ainsi qu'aux périodes de sédentarisation différenciées des populations ont engendré des rivalités sociales et économiques entre des populations arabophones paupérisées et les Mozabites mieux organisés et plus autonomes par rapport à l'État. Les demandes s'articulent sur une distribution sociale « équitable » entre populations du Mzab et engendre des concurrences locales autour de la contribution des différentes communautés à la guerre d'indépendance algérienne.

## Urbanisme

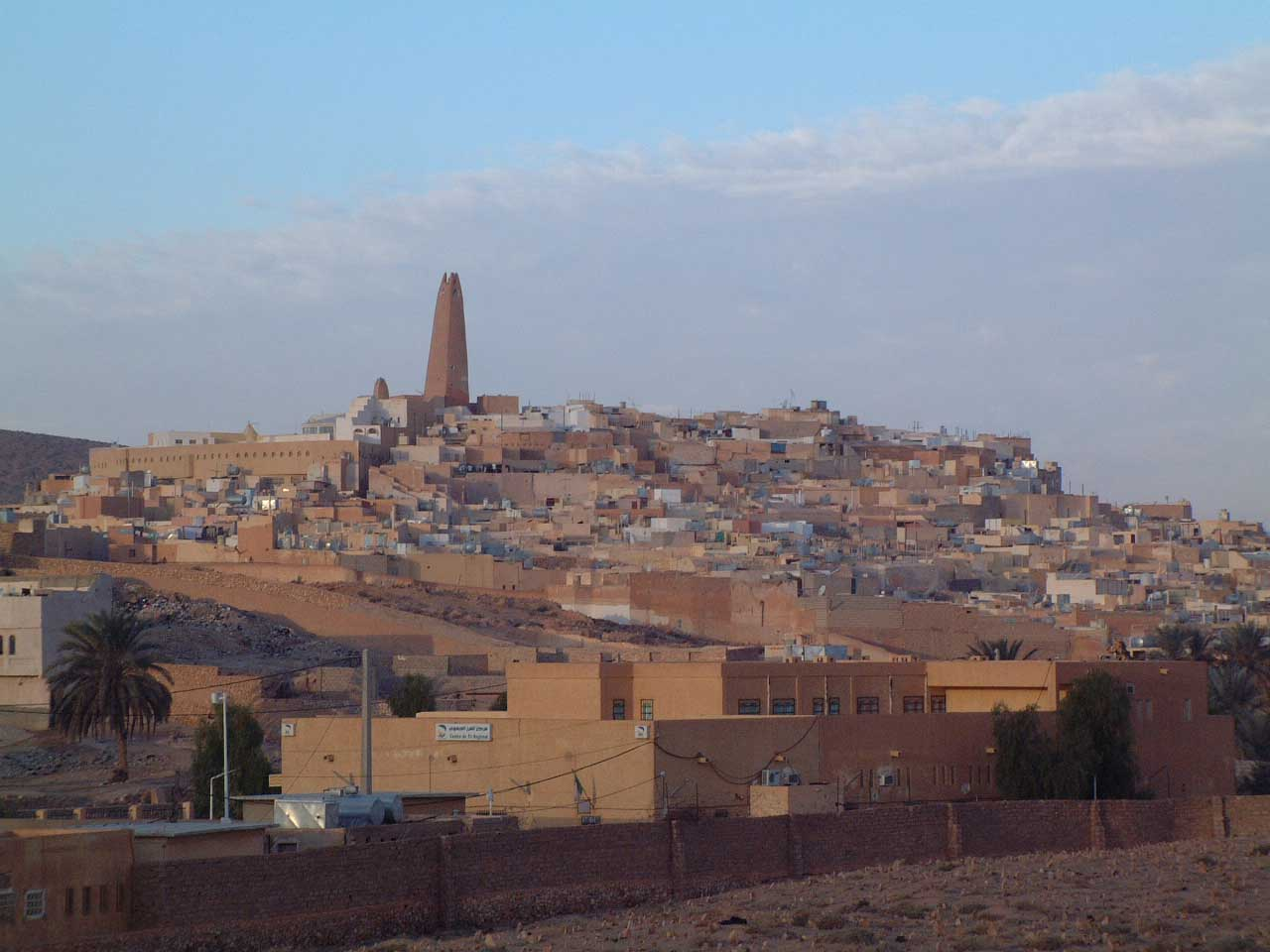
Le ksar de Ghardaïa.

Ghardaïa est bâtie en pyramide sur une butte dominant la vallée du Mzab. La ville s'est développée à partir d'un noyau central, cœur de la cité, puis d'enceintes circulaires successives, le centre de la ville, Animas n ar’rem est le noyau le plus ancien. Sa configuration géométrique présente un plan concentrique dominé par la Grande mosquée.
Elle se distingue parmi les villes sahariennes du point de vue architectural, urbain et environnemental. L'urbanisation s'est établie par la reproduction du modèle du ksar avec la palmeraie. C'est également la ville la plus étendue du Mzab qui concentre les équipements et les infrastructures sociales, culturelles et économiques.
La ville s'est agrandie au fil des siècles et a occupé les parties basses de la butte. Au XXe siècle, cette croissance s'accélère et le modèle d'habitat oasien traditionnel est rompu. De nouvelles constructions sont ainsi établies à l'extérieur des remparts de ksar Ghardaïa et en direction de ksar Beni Isguen. Aujourd'hui, les extensions de la ville ont fini par rejoindre celles des autres cités de la Pentapole, l'urbanisation s'est étendue sur l'ensemble de la vallée au détriment des palmeraies, la Pentapole constitue désormais une vaste conurbation allongée sur 8 km. Et morphologiquement, la forme et l'architecture urbaines se diversifient. Seule El Atteuf, située à l'aval, reste un peu isolée.

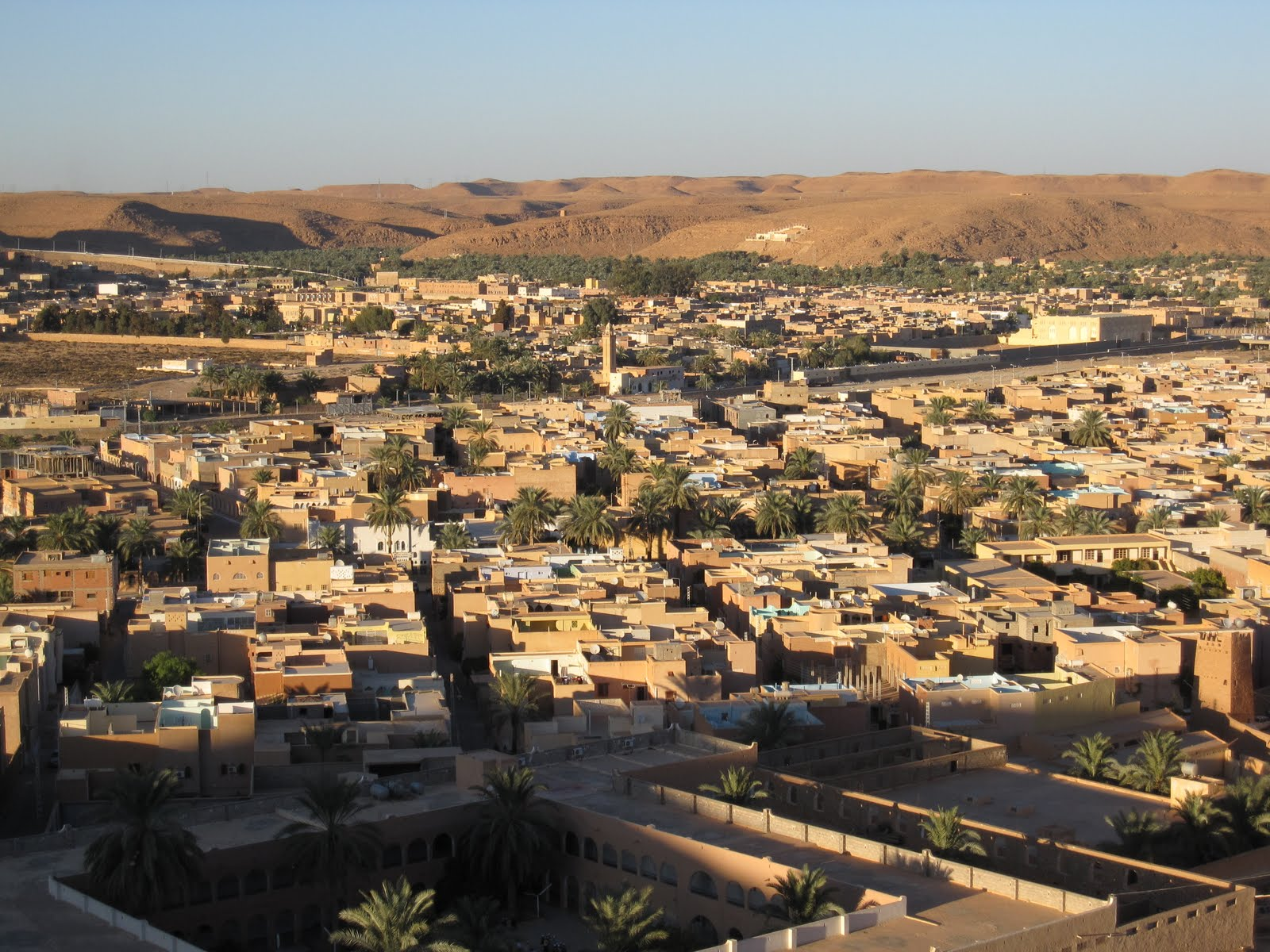
La basse ville.

En effet, à partir des années 1950, la vallée  a commencé à connaître un étalement urbain dû à l'accroissement de la population d'une part et à une migration de populations d'autres régions. L'espace situé entre les ksours de Ghardaïa, Melika et Beni-Isguen a été urbanisé entre 1950 et 1980. Quand Ghardaïa a été élevée au rang de chef-lieu de wilaya en 1985, ceci a largement accéléré le mouvement migratoire, accentue par les investissements publics de l'État algérien en projets d'infrastructures publiques comme les cités d'habitation, d'équipements publics, la canalisation de l'oued et la construction d'ouvrages d'arts .
L'agglomération actuelle s'étend sur quatre communes : Dhayet Bendhahoua, Ghardaia, Bounoura et El Atteuf. Elle correspond spatialement à huit fois le périmètre bâti des cinq ksour originels de la pentapole sur un corridor urbanisé d'environ 25 km.
À partir des années 1990, la vallée est saturée, l'étalement urbain se poursuit désormais sur  les plateaux, cela se traduit par le développement de lotissements privés, ainsi que la construction de la zone industrielle et de l'Université de Ghardaïa. Toutefois, ce nouvel étalement, soulève de nombreux problèmes d'aménagement et de gestion urbaine du fait de la contrainte topographique.

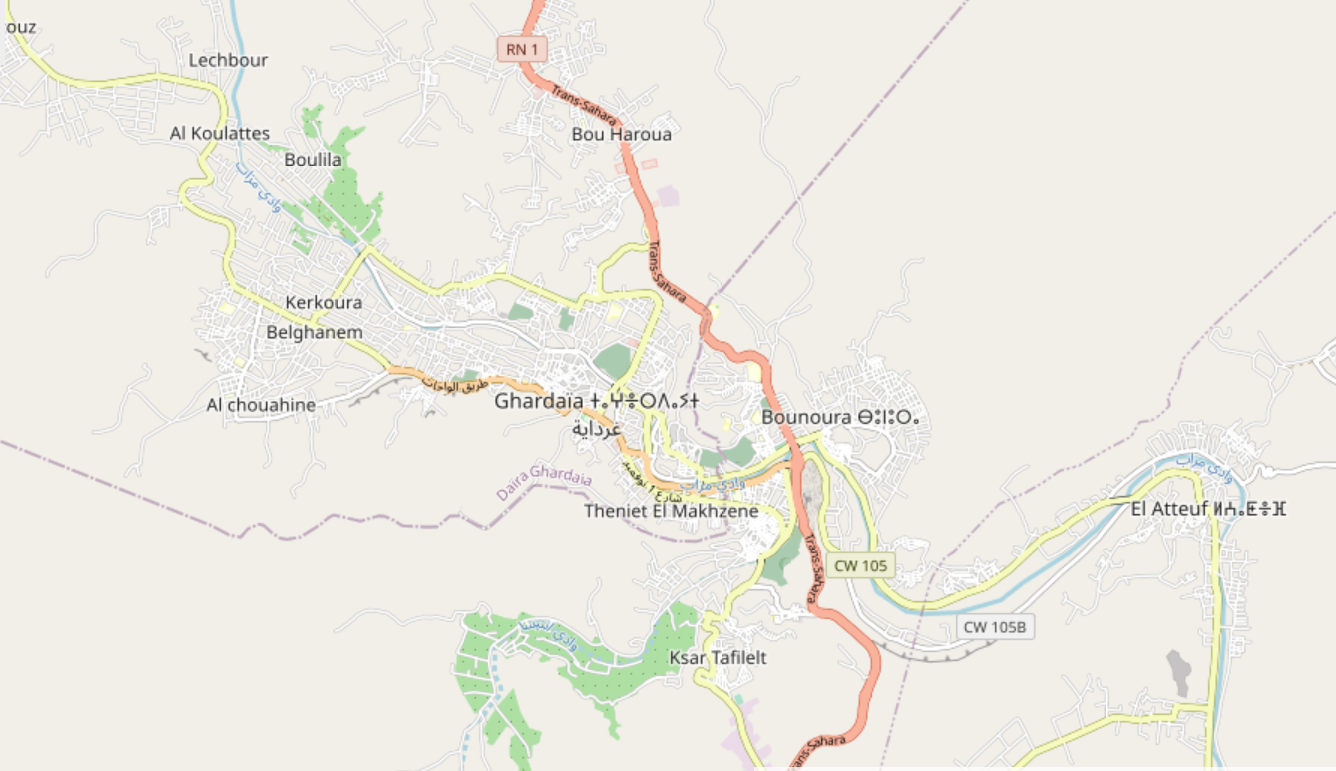
L’urbanisation de la vallée du Mzab.

## Économie

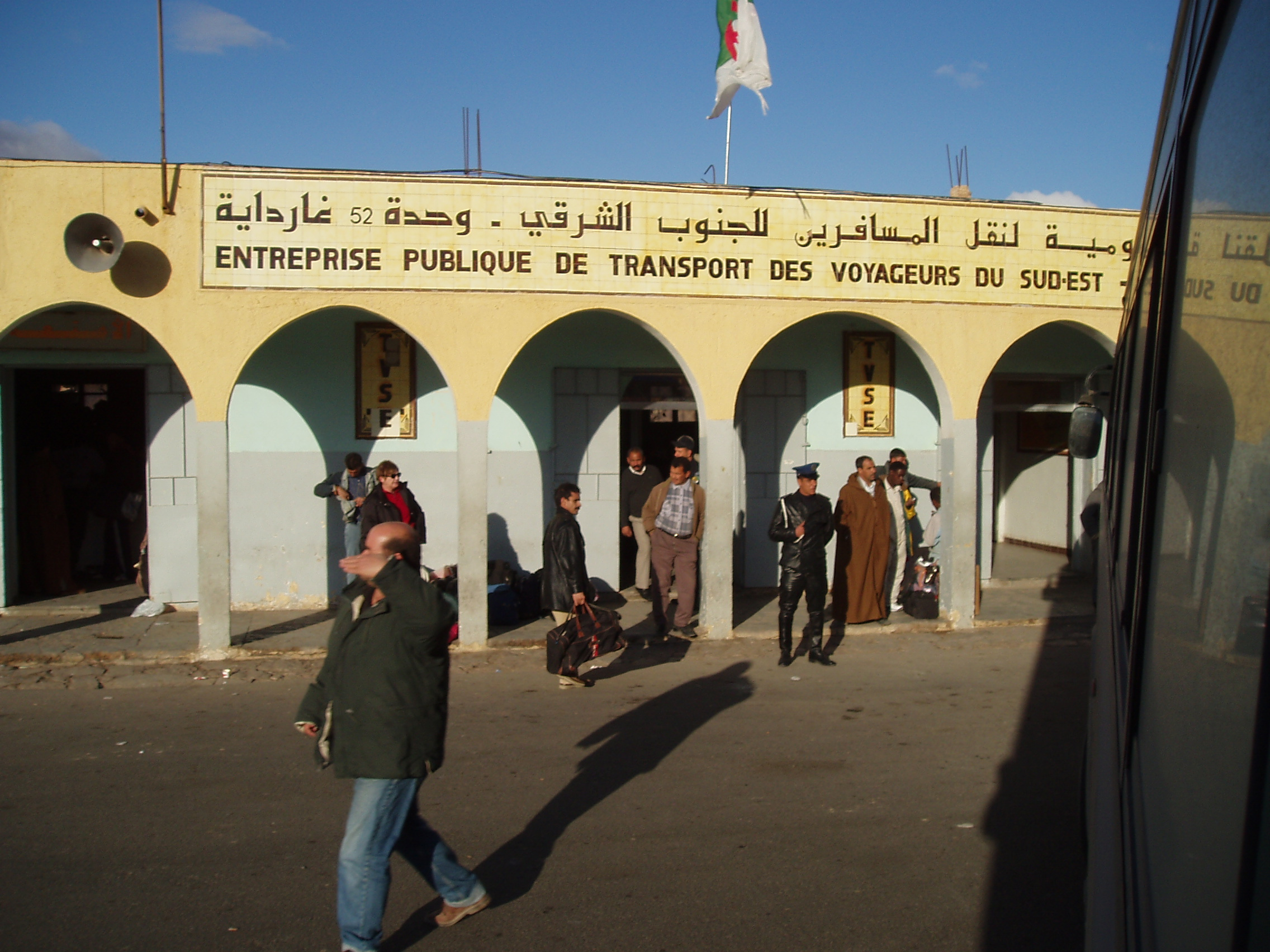
La gare routière.

Ghardaïa est une ville commerciale et industrielle dynamique dans le Sahara algérien, elle consiste une plaque tournante des échanges aériens, et du tourisme, grâce à ses infrastructures : hôtels et aéroport. En 1970, une zone  industrielle a été implémentée à Bounoura. Mais c'est Ghardaïa qui offre la palette la plus large d'industries, dont l'essor a démarré au début des années 1980.
En 2006, le secteur industriel rassemblait 55 entreprises réparties dans les trois zones industrielles de la wilaya : Ghardaïa, Bounoura, et Bouhaoua et la production s'articule autour des matériaux de construction. La wilaya de Ghardaïa présente notamment une forte concentration de l'industrie textile et qui constitue une des spécialités de la région, cette industrie du fait de sa production importante, représente l'essentiel du marché national. Le secteur est assez largement diversifié, la force et la densité des réseaux mozabites étendus à l'ensemble du territoire national, comme les capacités d'investissements induites par ces réseaux expliquent en partie le dynamisme de ce secteur.

## Culture

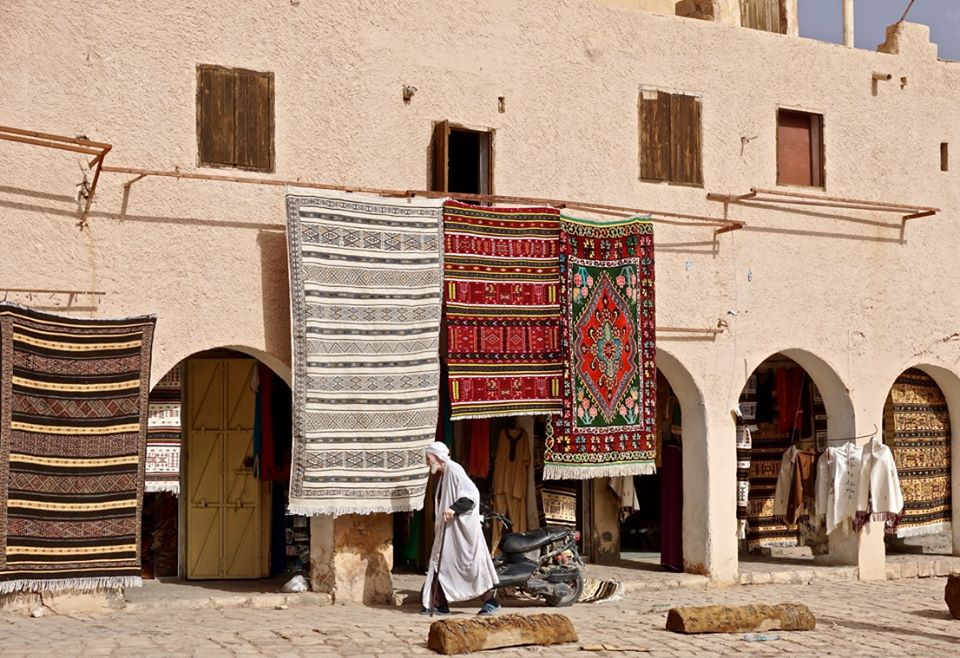
Tapis locaux dans le souk de Ghardaïa.

Ghardaïa abrite le musée folklorique du Mzab, il est situé dans les remparts extérieurs de la ville basse. Une maison traditionnelle y a été reconstituée.
Chaque année depuis plus d'un demi-siècle, durant le printemps, Ghardaïa fête le tapis, un événement d'ampleur nationale, cette exposition valorise l'artisanat traditionnel, notamment le tapis de laine pure, issu des différentes régions du pays. Le tapis typique de la région est fait à base de laine et de poil de chèvre. Il est tissé sur une trame très fine de style  géométrique à dominante rouge, noire et ocre.
La ville abrite également un institut islamique de rite ibadite d'une importance mondiale.

## Patrimoine
La vieille ville de Ghardaïa et le reste de la vallée du Mzab, sont classés au patrimoine mondial de l'humanité par l'UNESCO depuis 1982. La cité, du fait de son importance et de ses fonctions : marchés, medersa, connaissait un fonctionnement, et un rayonnement, plus proches de ceux d'une médina, que d'un ksar villageois.
La grande Mosquée de Ghardaïa, avec son minaret en forme de tronc de pyramide très allongé, domine toute la cité. Celle-ci, située sur les flancs d'une éminence conique au milieu de l'oued M'Zab, développe l'étagement de ses maisons en un panorama. La ville possède d'autres mosquées et mausolées, notamment : la mosquée Sidi Bou Gdemma, le supposé fondateur de la ville située dans la basse ville, la mosquée Cheikh Baba-Ouljemma située au nord du ksar sur une colline dominant le cimetière, la mosquée Cheikh Baissa-Oualouane, entourée des deux côtés d'une large aire de prière maçonnée M'çalla, le mausolée Cheikh Ammi Saïd situé dans le cimetière du ksar, la mosquée sunnite Badr située dans le quartier de Theniet El Mekhzene (ville basse) ou encore le mausolée de Cheikh Sidi Aïssa situé dans le ksar de Melika.
L'ancienne et la première place du marché appelée Rahba est située dans le ksar ; l'actuelle place du marché, fait partie de l'extension extérieure de la ville. Cette dernière a été fondée vers les années 1884, sa forme est rectangulaire et sa surface est d'environ 3 400 m2, elle est entourée d'une galerie d’arcades.
Le ksar est entouré de plusieurs cimetières, qui demeurent les seuls espaces non touchés par les opérations d'extension, c'est dû à la tradition ibadite qui veut qu'un terrain ayant recueilli des morts est consacré à tout jamais. Près de la ville, se situe la grotte de Daya qui est très vénérée par les femmes mozabites.

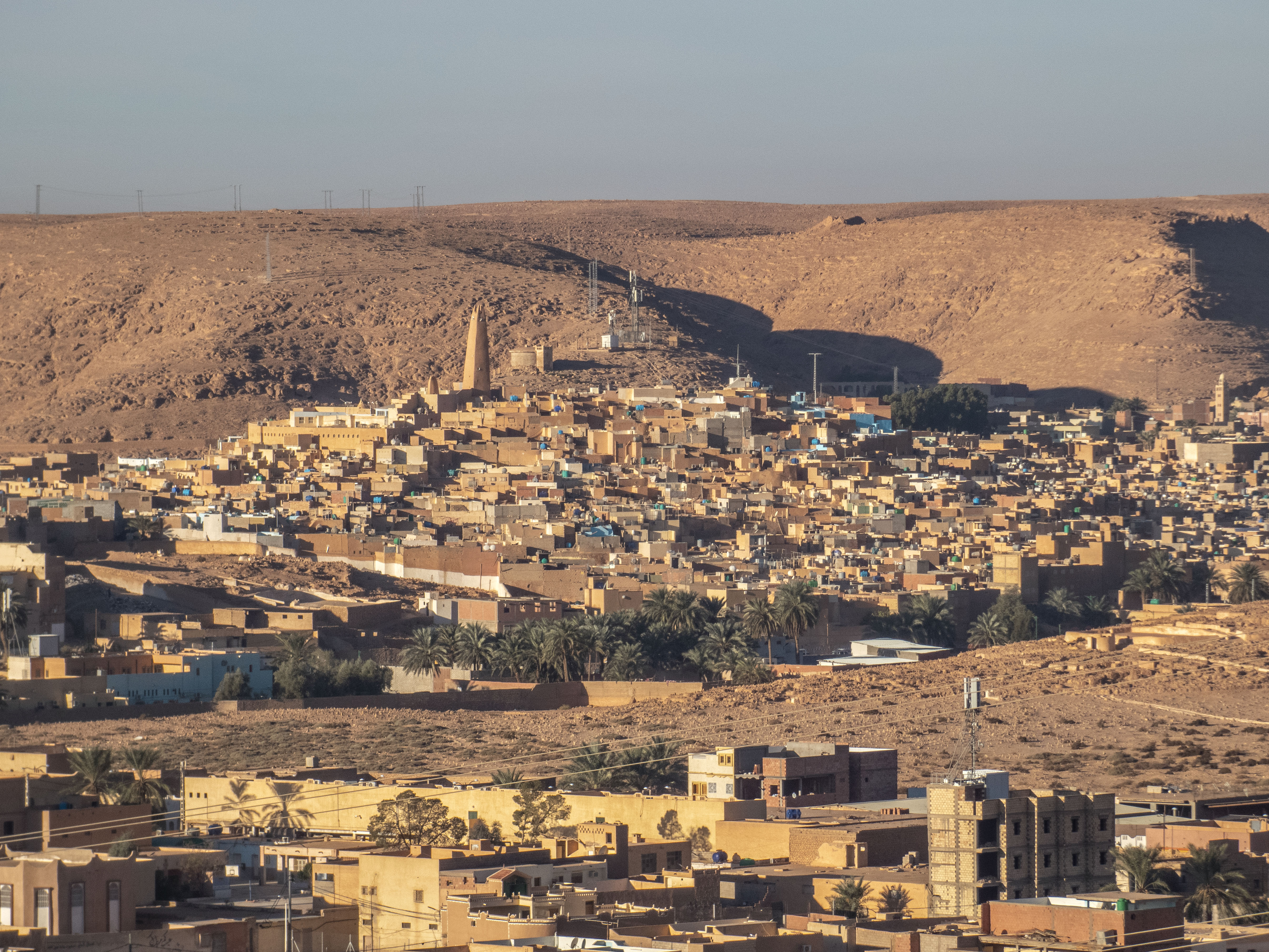
Vue générale de Ghardaïa.
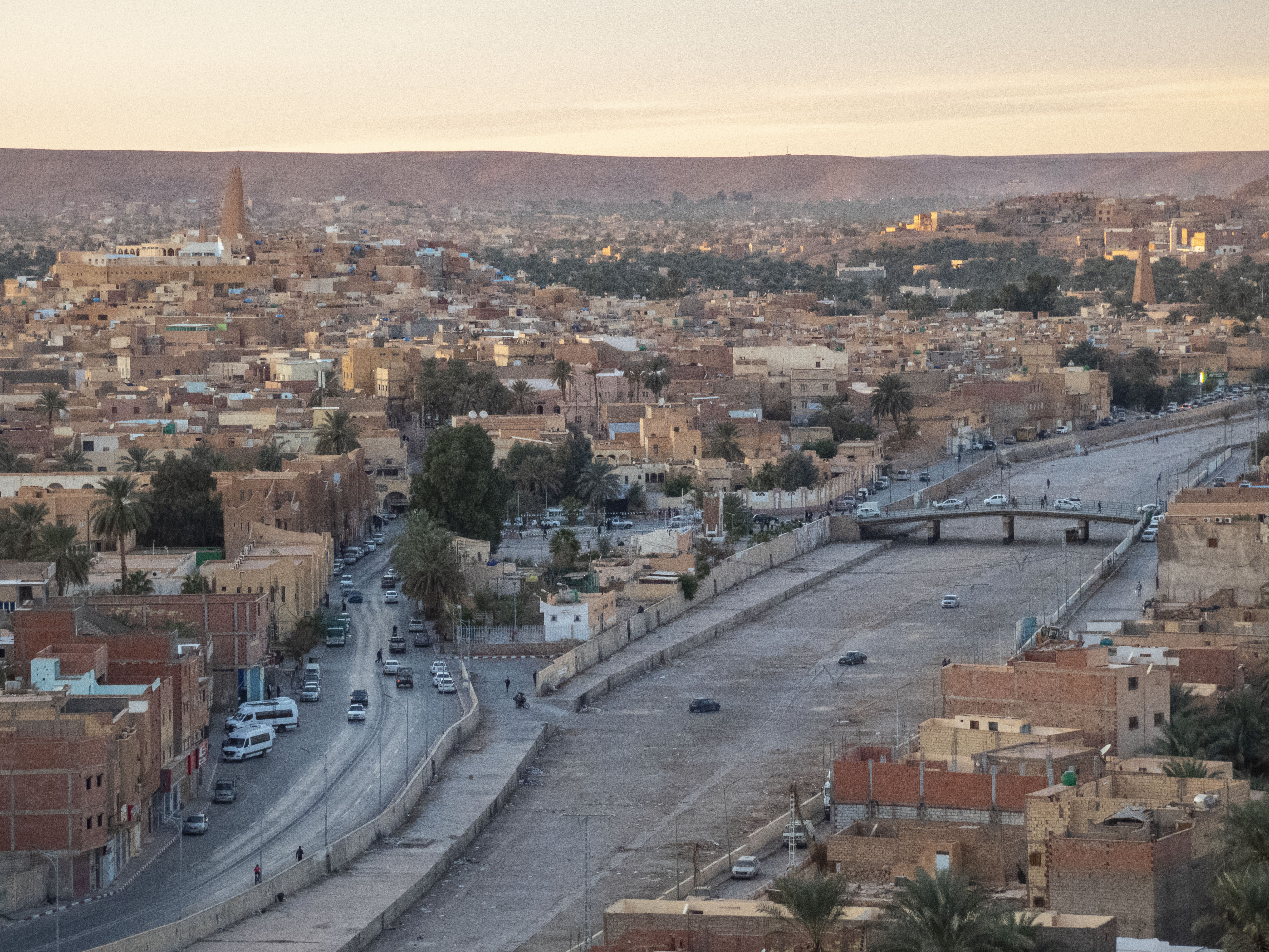
Ghardaïa et l'oued Mzab à sec, vus depuis le ksar de Melika.
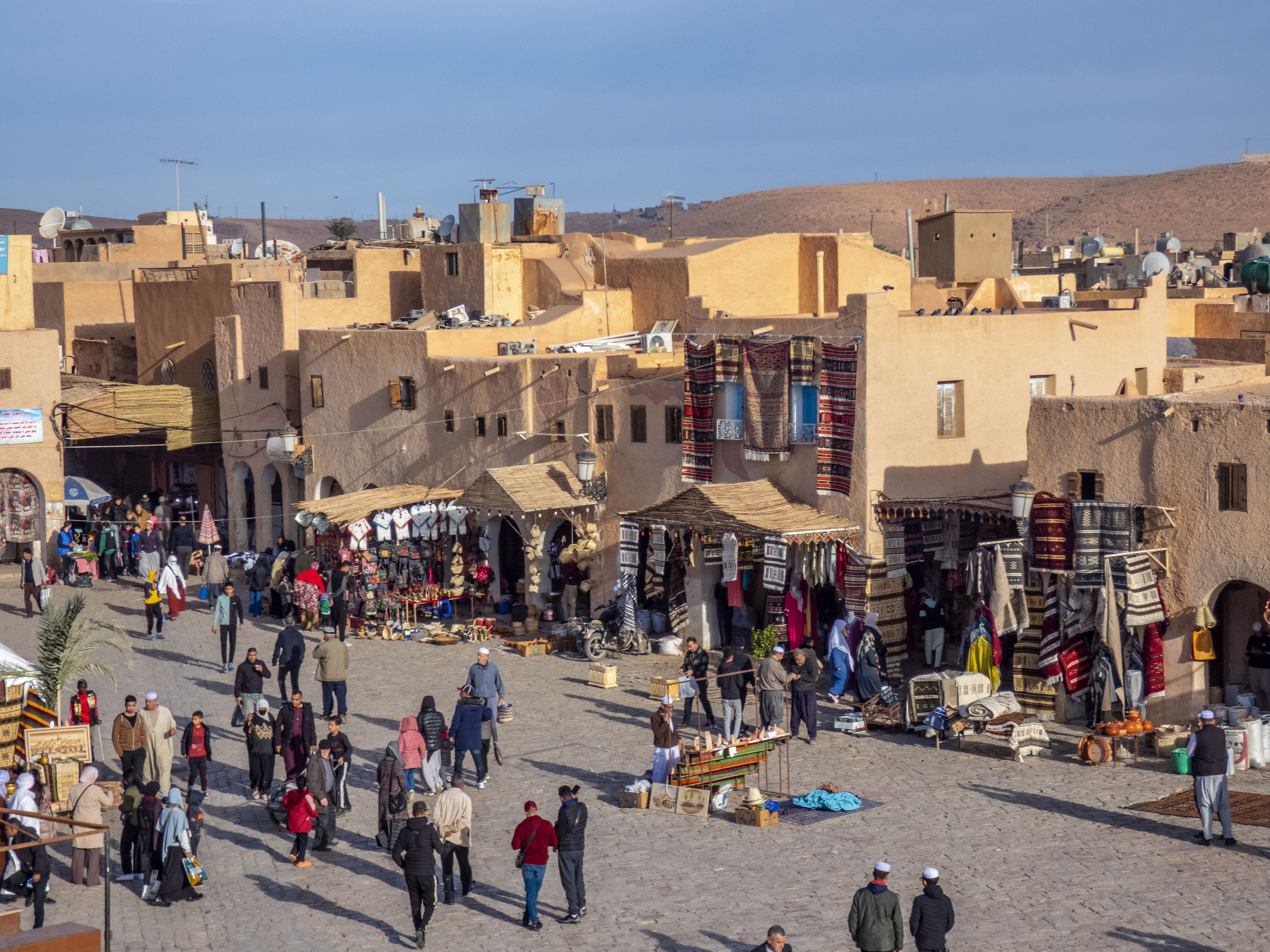
Place du marché de Ghardaïa.
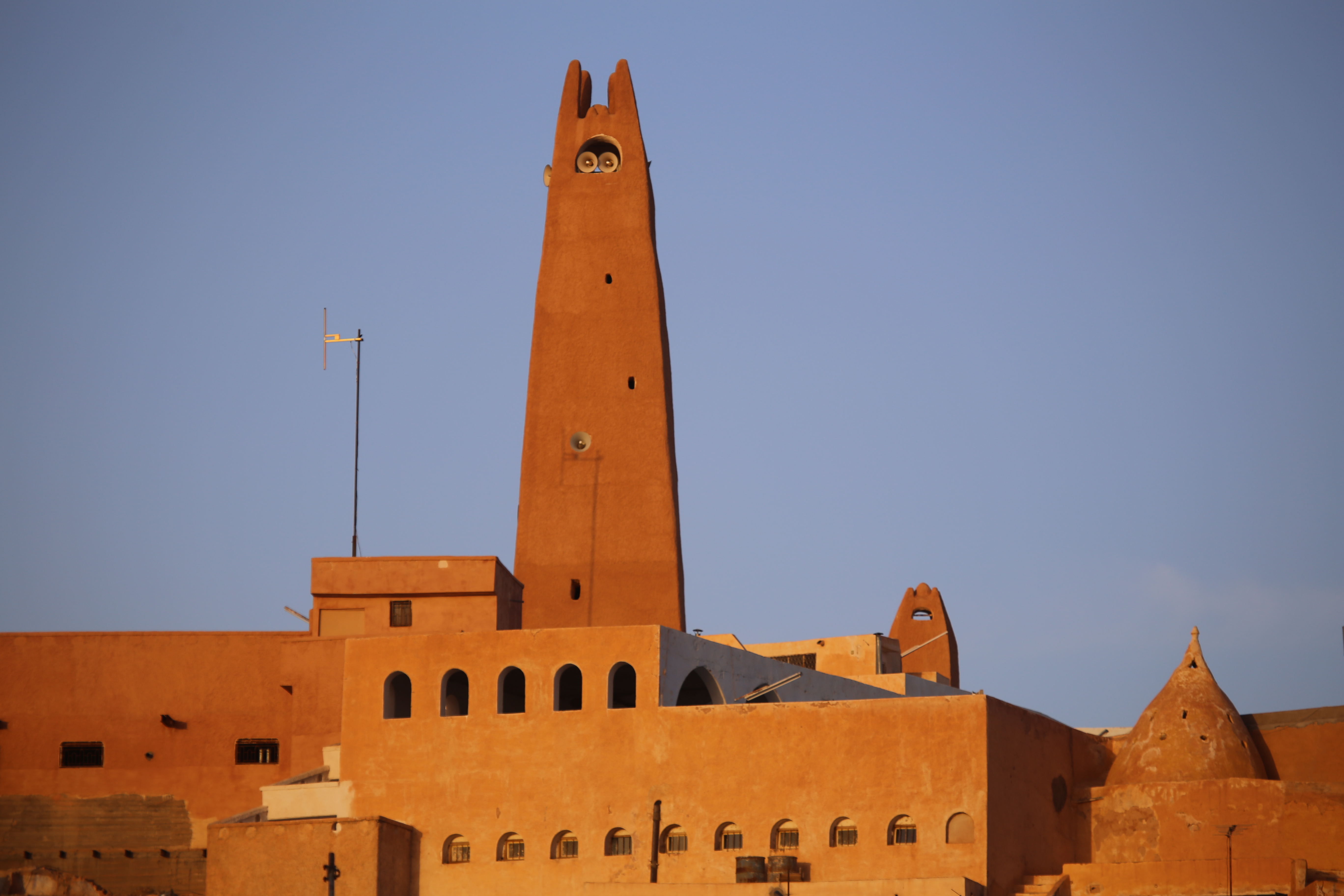
Grande mosquée de Ghardaïa
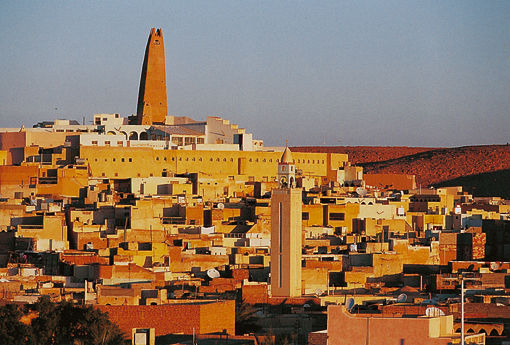
Le minaret de la grande mosquée domine la cité.
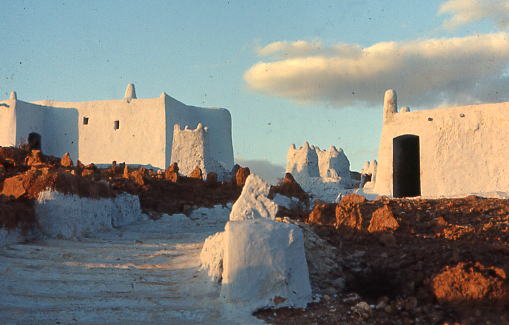
Mausolée de Cheikh Baba-Oueldjemma.
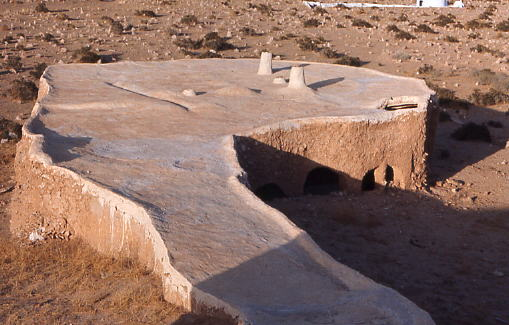
Mausolée de Cheikh Ammi Saïd.
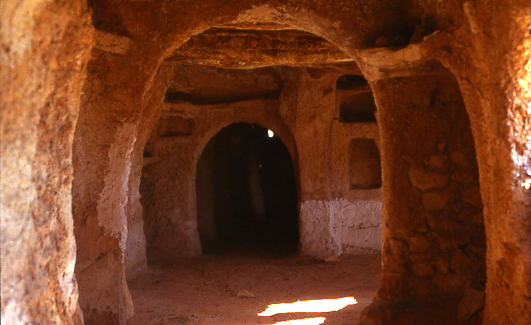
Mausolée de Cheikh Ammi Saïd, intérieur.
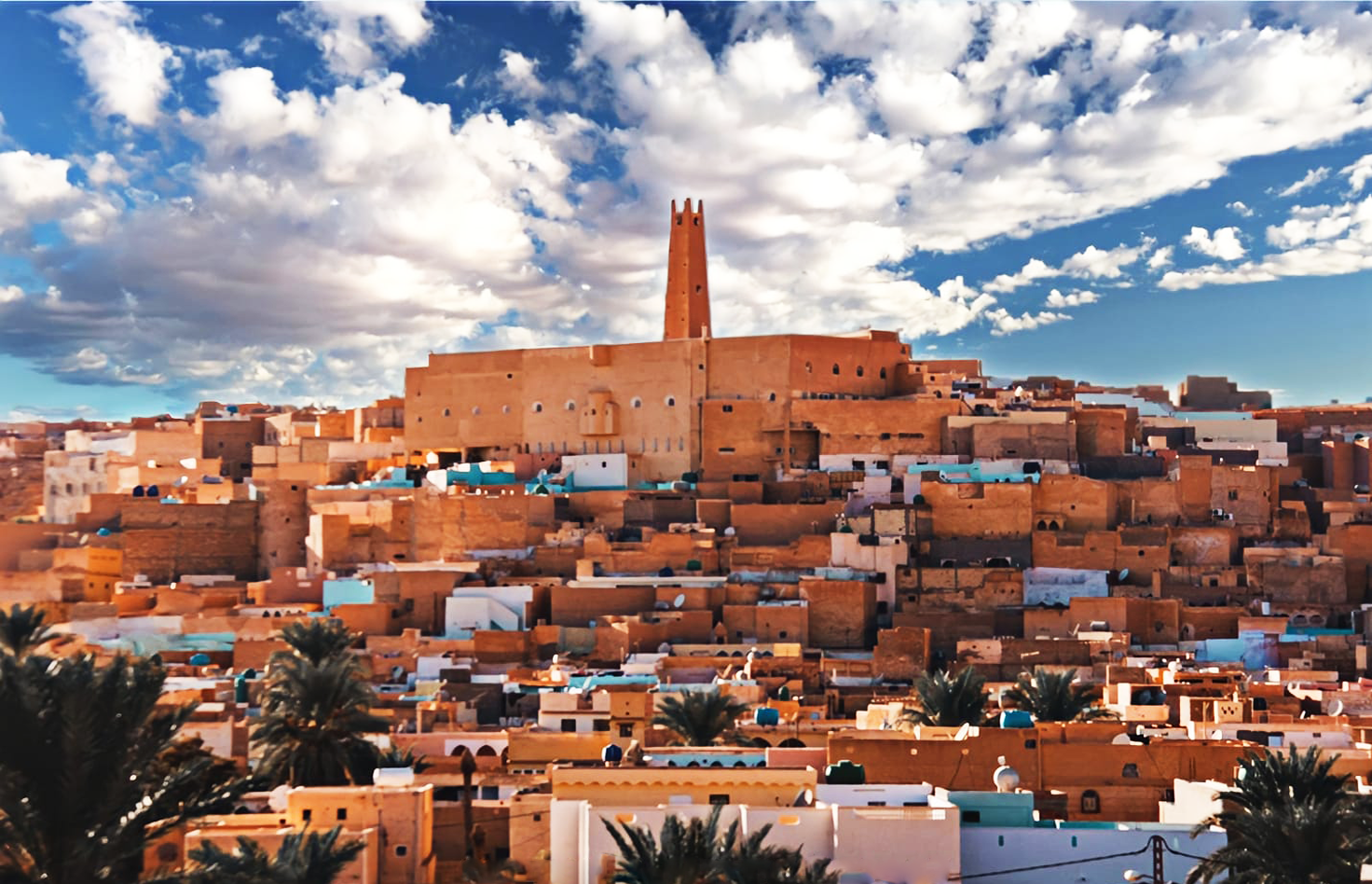
Ksar de Melika.
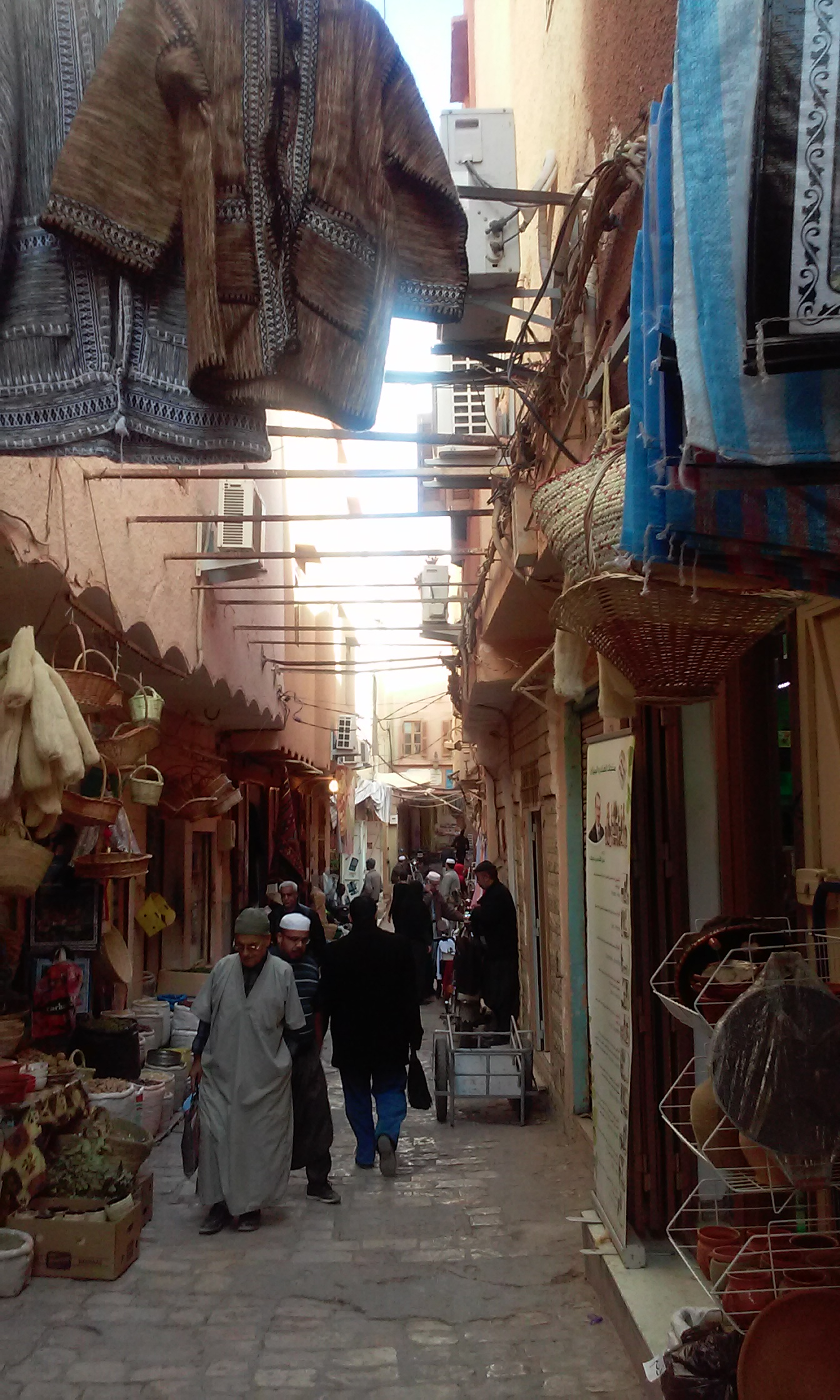
Ruelle du souk.
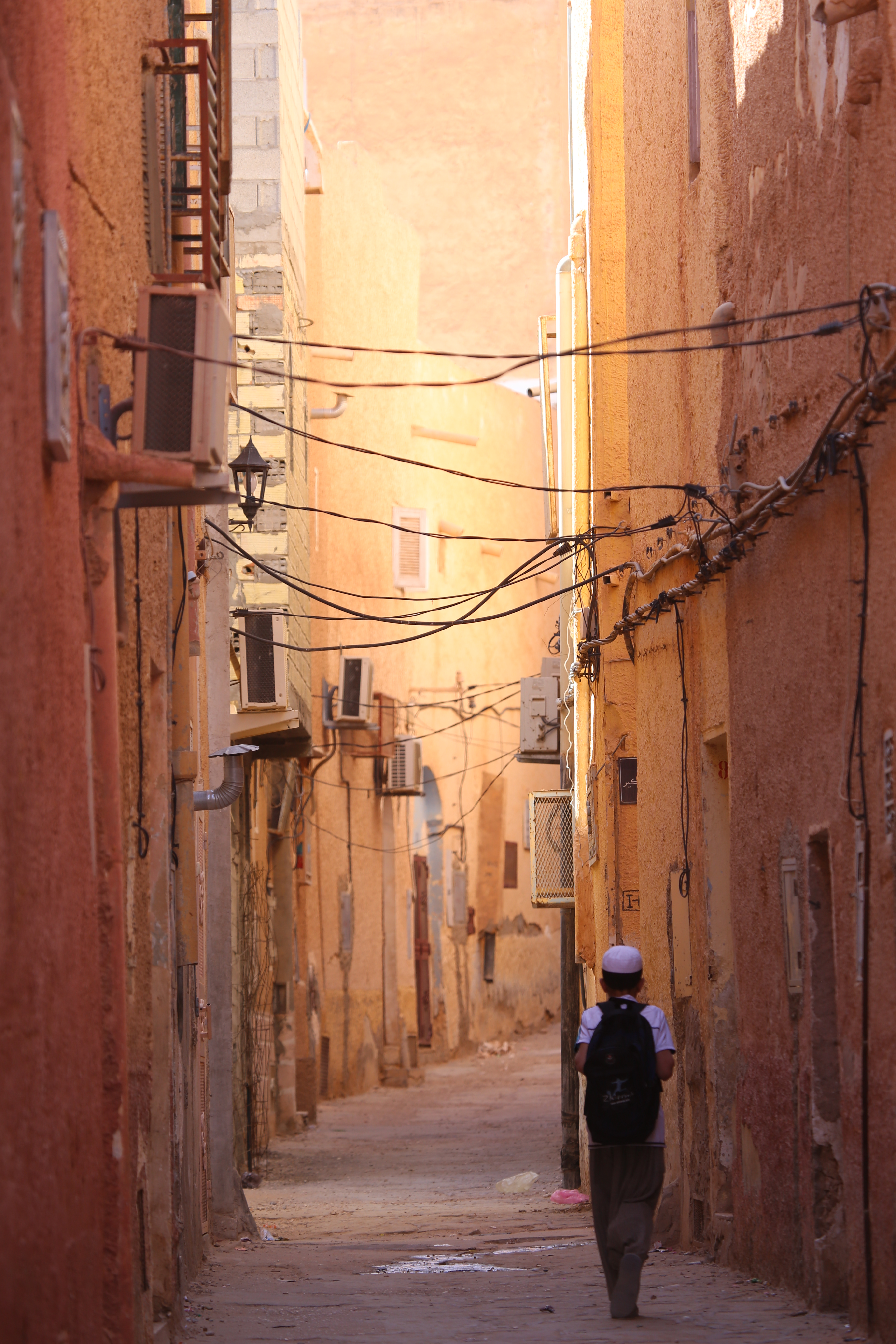
Ruelle du ksar de Ghardaïa.
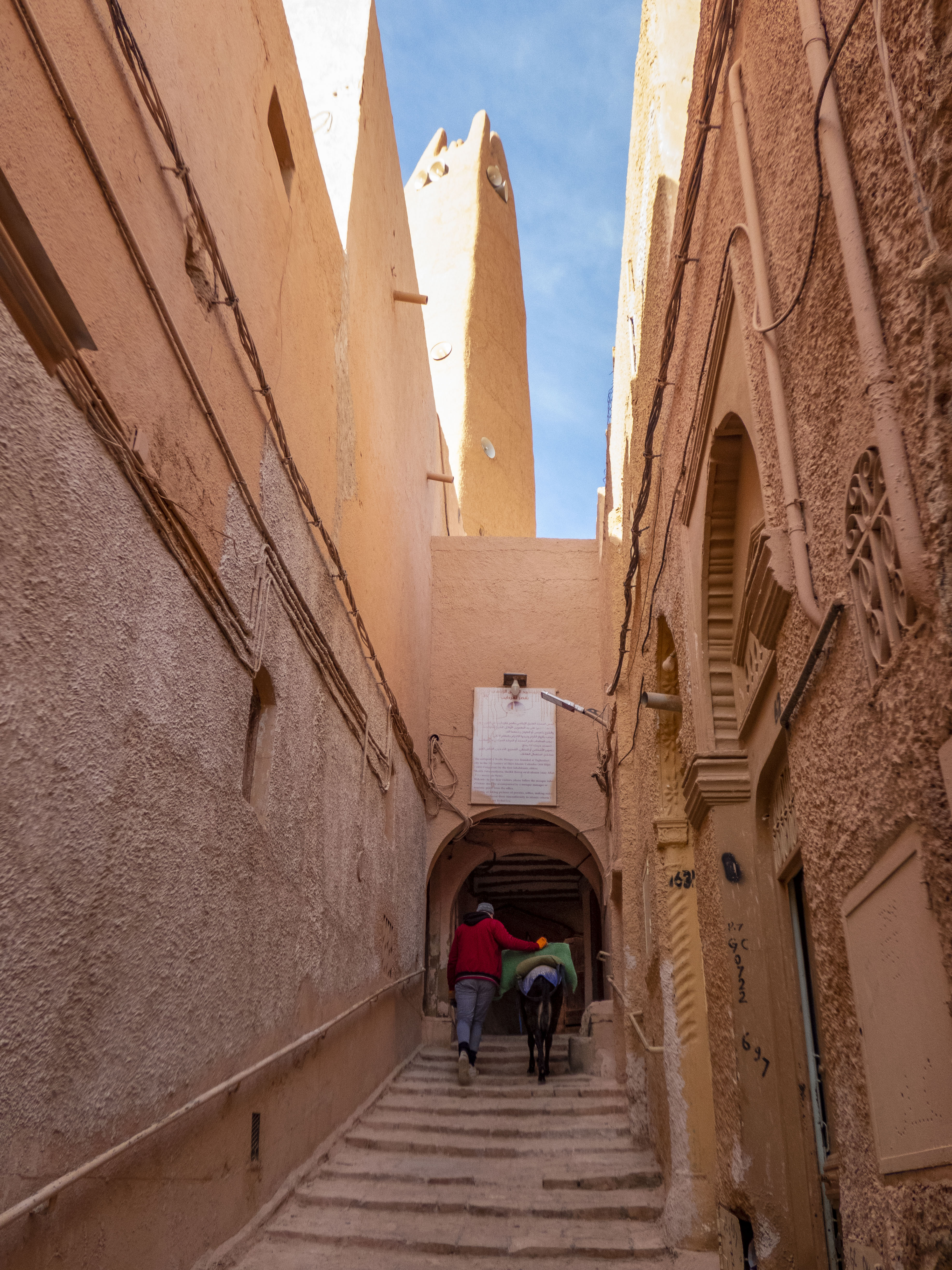
Ruelle du ksar de Ghardaïa et minaret de la grande mosquée.

## Personnalités liées à Ghardaïa
- Mokhtar Belmokhtar (1972-), djihadiste, y est né.
- Kamel Eddine Fekhar (1963-2019), militant politique, y est né.
- Moufdi Zakaria (1908–1977), poète algérien, né à Beni Isguen(Ghardaïa). Il est l'auteur de Kassaman, l'hymne national algérien.
- Muhammad ibn Yūsuf Atfaiyash (1820-1914), érudit et réformateur ibadite.